# 科勒森湖
科勒森湖（英語：Collerson Lake），是南極洲的湖泊，位於伊利沙伯女皇地，處於克拉布湖西南面3公里的韋斯特福爾山脈，以地質學家命名，現時由南極條約體系管理。